# Grabbers
Pour les articles homonymes, voir Grabber.
Pour plus de détails, voir Fiche technique et Distribution.
Grabbers est une comédie d'horreur irlando-britannique réalisée par Jon Wright (en), sortie en 2012.

## Synopsis
Après que des créatures marines géantes et belliqueuses ont envahi une île irlandaise, ses habitants découvrent que seule l'ivresse peut les prémunir du danger.

## Fiche technique
- Titre original : Grabbers
- Titre français : Grabbers
- Réalisation : Jon Wright (en)
- Scénario : Kevin Lehane
- Direction artistique : Tom McCullagh
- Décors : Brendan Rankin
- Costumes : Hazel Webb-Crozier
- Photographie : Trevor Forrest
- Son : Jeremy Price
- Montage : Matt Platts-Mills
- Musique : Christian Henson
- Production : Tracy Brimm, Eduardo Levy, James Martin, Kate Myers, Martina Niland et Piers Tempest
- Société(s) de production : Forward Films, High Treason Productions et Samson Films
- Société(s) de distribution : Irlande Element Pictures Distribution / Royaume-Uni Sony Pictures
- Budget :
- Pays d’origine :  Irlande/ Royaume-Uni
- Langue : anglais
- Format : couleurs - 35mm - 2.35:1 - Son Dolby numérique
- Genre : Comédie horrifique et fantastique
- Durée : 94 minutes
- Dates de sortie :
  - États-Unis : 23 janvier 2012 (Festival du film de Sundance)
  - Suisse : 7 juillet 2012 (Festival international du film fantastique de Neuchâtel 2012)
  - Irlande : 10 août 2012

## Distribution
- Richard Coyle  (VF : Erwin Grunspan)  : le garda Ciarán O'Shea
- Ruth Bradley  (VF : Maia Baran)  : la garda Lisa Nolan
- Russell Tovey  (VF : Nicolas Mathys)  : le Dr Smith
- Lalor Roddy  (VF : Jean-Michel Vovk)  : Paddy
- David Pearse  (VF : Thierry Janssen)  : Brian Maher
- Bronagh Gallagher  (VF : Nathalie Stas)  : Una Maher

## Distinctions

### Récompenses
- 2012 : prix du public au festival international du film fantastique de Neuchâtel
- 2012 : prix du public : meilleur film à la Samain du cinéma fantastique de Nice
- 2012 : grand prix à la Samain du cinéma fantastique de Nice
- 2013 : meilleure actrice pour Ruth Bradley aux Irish Film and Television Awards

### Nominations
- Festival international du film fantastique de Gérardmer 2013

## Autour du film
Le mot « Grabber » est un terme argotique qui peut se traduire ici par « Attrapeur »